# Sourniac
Sourniac est une commune française située dans le département du Cantal, en région Auvergne-Rhône-Alpes.

## Géographie

### Localisation
La commune de Sourniac est située sur la méridienne verte, à environ 8 km au nord de Mauriac. Elle est bordée au sud-ouest par le Labiou.

### Communes limitrophes
Les communes limitrophes sont Arches, Chalvignac, Jaleyrac et Le Vigean.

### Climat
Pour des articles plus généraux, voir Climat d'Auvergne-Rhône-Alpes et Climat du Cantal.
En 2010, le climat de la commune est de type climat des marges montargnardes, selon une étude du CNRS s'appuyant sur une série de données couvrant la période 1971-2000. En 2020, Météo-France publie une typologie des climats de la France métropolitaine dans laquelle la commune est exposée à un climat de montagne ou de marges de montagne et est dans la région climatique  Ouest et nord-ouest du Massif Central, caractérisée par une pluviométrie annuelle de 900 à 1 500 mm, maximale en automne et en hiver. 
Pour la période 1971-2000, la température annuelle moyenne est de 9,8 °C, avec une amplitude thermique annuelle de 15,1 °C. Le cumul annuel moyen de précipitations est de 1 294 mm, avec 12,5 jours de précipitations en janvier et 8,3 jours en juillet. Pour la période 1991-2020, la température moyenne annuelle observée sur la station météorologique de Météo-France la plus proche, sur la commune de Saignes à 13 km à vol d'oiseau, est de 11,3 °C et le cumul annuel moyen de précipitations est de 987,0 mm,. Pour l'avenir, les paramètres climatiques de la commune estimés pour 2050 selon différents scénarios d'émission de gaz à effet de serre sont consultables sur un site dédié publié par Météo-France en novembre 2022.

## Urbanisme

### Typologie
Au 1er janvier 2024, Sourniac est catégorisée commune rurale à habitat très dispersé, selon la nouvelle grille communale de densité à 7 niveaux définie par l'Insee en 2022.
Elle est située hors unité urbaine. Par ailleurs la commune fait partie de l'aire d'attraction de Mauriac, dont elle est une commune de la couronne,. Cette aire, qui regroupe 16 communes, est catégorisée dans les aires de moins de 50 000 habitants,.

### Occupation des sols

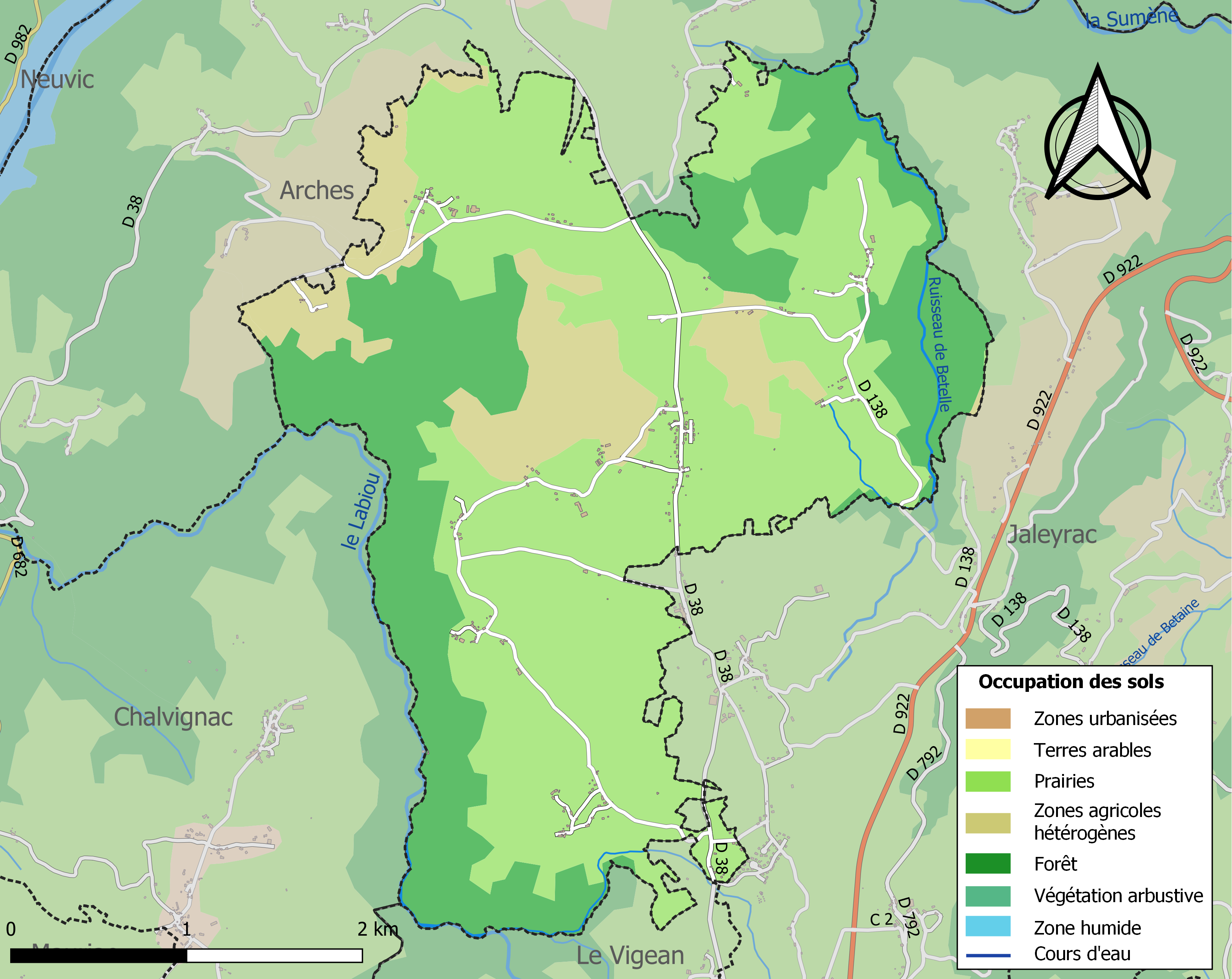
Carte des infrastructures et de l'occupation des sols de la commune en 2018 (CLC).

L'occupation des sols de la commune, telle qu'elle ressort de la base de données européenne d’occupation biophysique des sols Corine Land Cover (CLC), est marquée par l'importance des territoires agricoles (69,1 % en 2018), une proportion sensiblement équivalente à celle de 1990 (69,8 %). La répartition détaillée en 2018 est la suivante : 
prairies (56,4 %), forêts (30,9 %), zones agricoles hétérogènes (12,6 %). L'évolution de l’occupation des sols de la commune et de ses infrastructures peut être observée sur les différentes représentations cartographiques du territoire : la carte de Cassini (XVIIIe siècle), la carte d'état-major (1820-1866) et les cartes ou photos aériennes de l'IGN pour la période actuelle (1950 à aujourd'hui).

### Habitat et logement
En 2018, le nombre total de logements dans la commune était de 128, alors qu'il était de 129 en 2013 et de 118 en 2008.
Parmi ces logements, 66,4 % étaient des résidences principales, 25 % des résidences secondaires et 8,6 % des logements vacants. Ces logements étaient pour 96,9 % d'entre eux des maisons individuelles et pour 2,3 % des appartements.
Le tableau ci-dessous présente la typologie des logements à Sourniac en 2018 en comparaison avec celle du Cantal et de la France entière. Une caractéristique marquante du parc de logements est ainsi une proportion de résidences secondaires et logements occasionnels (25 %) supérieure à celle du département (20,4 %) et à celle de la France entière (9,7 %). Concernant le statut d'occupation de ces logements, 83,7 % des habitants de la commune sont propriétaires de leur logement (80,7 % en 2013), contre 70,4 % pour le Cantal et 57,5 pour la France entière.
| Typologie                                               | Sourniac | Cantal | France entière |
| ------------------------------------------------------- | -------- | ------ | -------------- |
| Résidences principales (en %)                           | 66,4     | 67,7   | 82,1           |
| Résidences secondaires et logements occasionnels (en %) | 25       | 20,4   | 9,7            |
| Logements vacants (en %)                                | 8,6      | 11,9   | 8,2            |

## Politique et administration

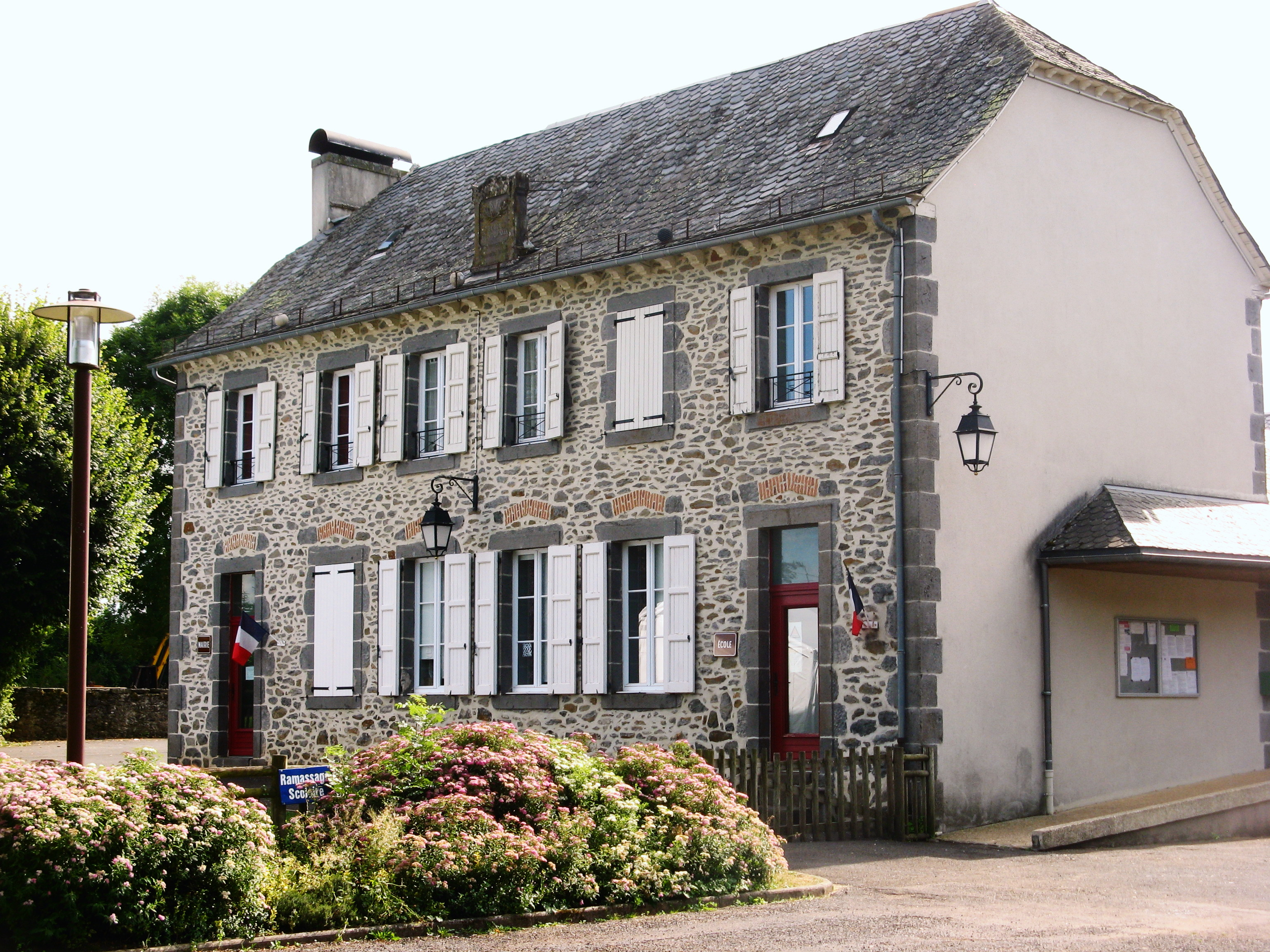
Mairie.

| Période                                  | Période                    | Identité            | Étiquette | Qualité     |
| ---------------------------------------- | -------------------------- | ------------------- | --------- | ----------- |
| Les données manquantes sont à compléter. |                            |                     |           |             |
| mars 2001                                | mars 2014                  | Alain Meynial       |           |             |
| mars 2014                                | En cours (au 17 août 2014) | Serge Viallemonteil | DVD       | Agriculteur |

## Démographie
L'évolution du nombre d'habitants est connue à travers les recensements de la population effectués dans la commune depuis 1793. Pour les communes de moins de 10 000 habitants, une enquête de recensement portant sur toute la population est réalisée tous les cinq ans, les populations de référence des années intermédiaires étant quant à elles estimées par interpolation ou extrapolation. Pour la commune, le premier recensement exhaustif entrant dans le cadre du nouveau dispositif a été réalisé en 2007.

En 2022, la commune comptait 196 habitants, en évolution de −2,97 % par rapport à 2016 (Cantal : −1,08 %, France hors Mayotte : +2,11 %).
| 1793 | 1800 | 1806 | 1821 | 1831 | 1836 | 1841 | 1846 | 1851 |
| ---- | ---- | ---- | ---- | ---- | ---- | ---- | ---- | ---- |
| 182  | 174  | 188  | 173  | 200  | 420  | 363  | 360  | 343  |

| 1856 | 1861 | 1866 | 1872 | 1876 | 1881 | 1886 | 1891 | 1896 |
| ---- | ---- | ---- | ---- | ---- | ---- | ---- | ---- | ---- |
| 341  | 327  | 336  | 308  | 301  | 311  | 320  | 303  | 305  |

| 1901 | 1906 | 1911 | 1921 | 1926 | 1931 | 1936 | 1946 | 1954 |
| ---- | ---- | ---- | ---- | ---- | ---- | ---- | ---- | ---- |
| 291  | 280  | 296  | 281  | 242  | 213  | 223  | 242  | 214  |

| 1962 | 1968 | 1975 | 1982 | 1990 | 1999 | 2006 | 2007 | 2012 |
| ---- | ---- | ---- | ---- | ---- | ---- | ---- | ---- | ---- |
| 179  | 166  | 126  | 162  | 182  | 178  | 189  | 190  | 205  |

| 2017 | 2022 | - | - | - | - | - | - | - |
| ---- | ---- | - | - | - | - | - | - | - |
| 201  | 196  | - | - | - | - | - | - | - |

## Culture locale et patrimoine

### Lieux et monuments
- Église Saint-Jean-Baptiste des XIXe et XXe siècles.
- Château de Sourniac, monument historique inscrit depuis 1983[16].
- Chapelle Saint-Amand, ancienne église remontant au XIe siècle inscrite comme monument historique en 1983[17].
- Ortigier[Note 3], hameau qui a été un membre de la commanderie de Carlat à l'époque des Hospitaliers[18] et dont l'origine pourrait remonter aux Templiers établis non loin de là à Montfort[19]. La maison du Temple de Montfort est attestée en 1293[20]. En 1346, Ortigier est qualifiée d'annexe de la commanderie de Carlat[21] puis on trouve en 1467, frère Louis de Rillac, commandeur de Carlat et d'Ortigier[22].

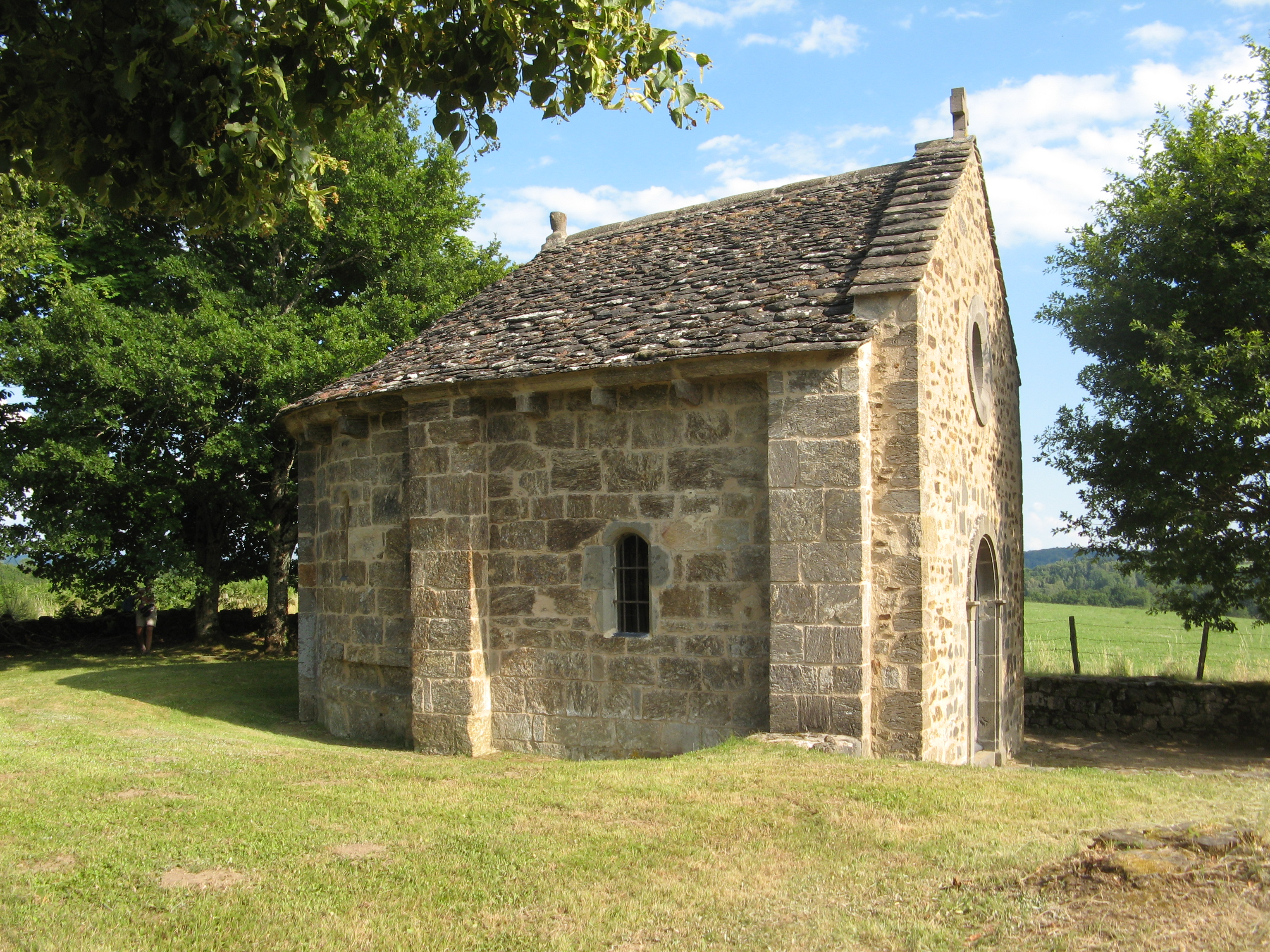
Chapelle Saint-Amand.
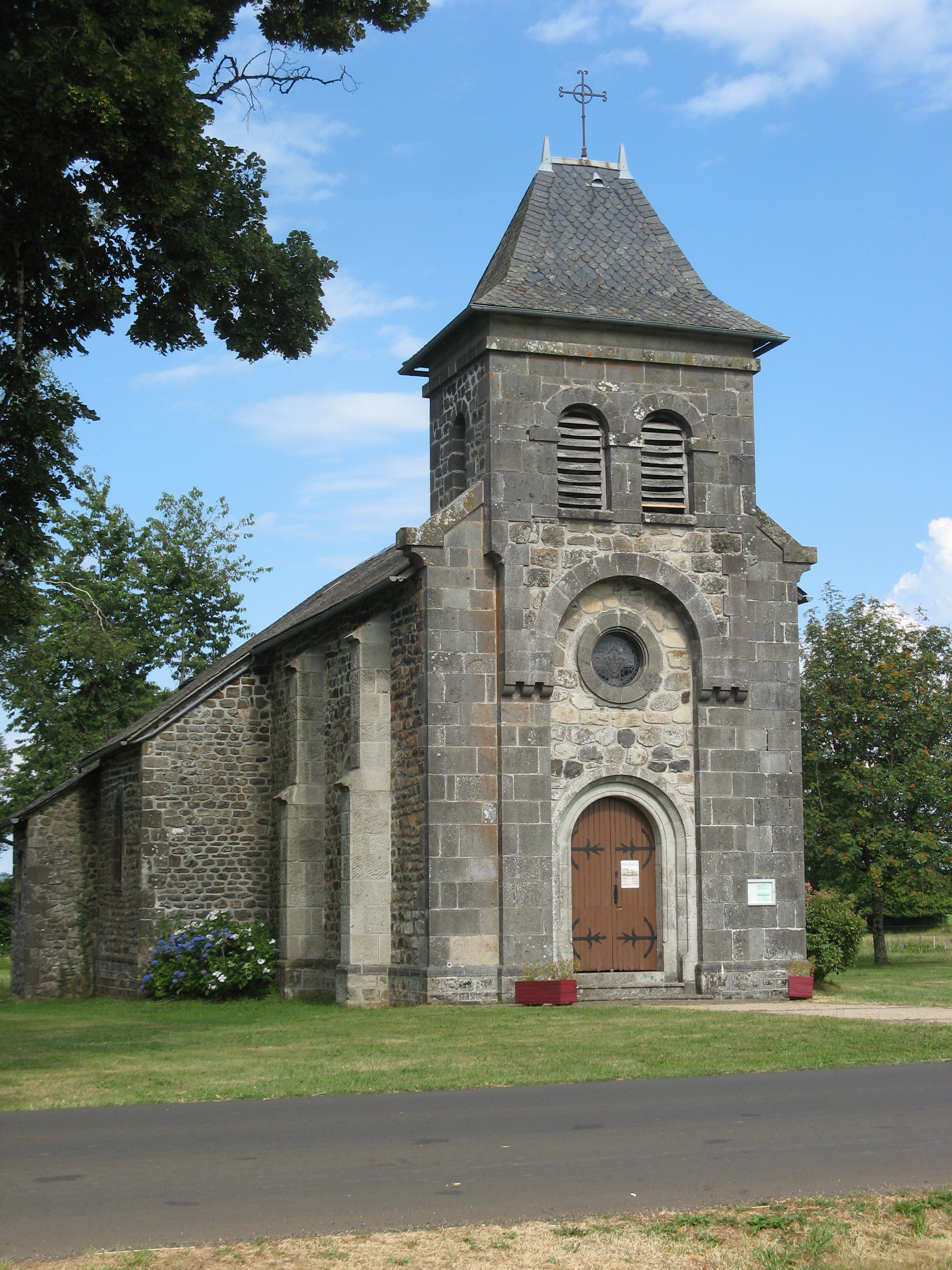
Église Saint-Jean-Baptiste.
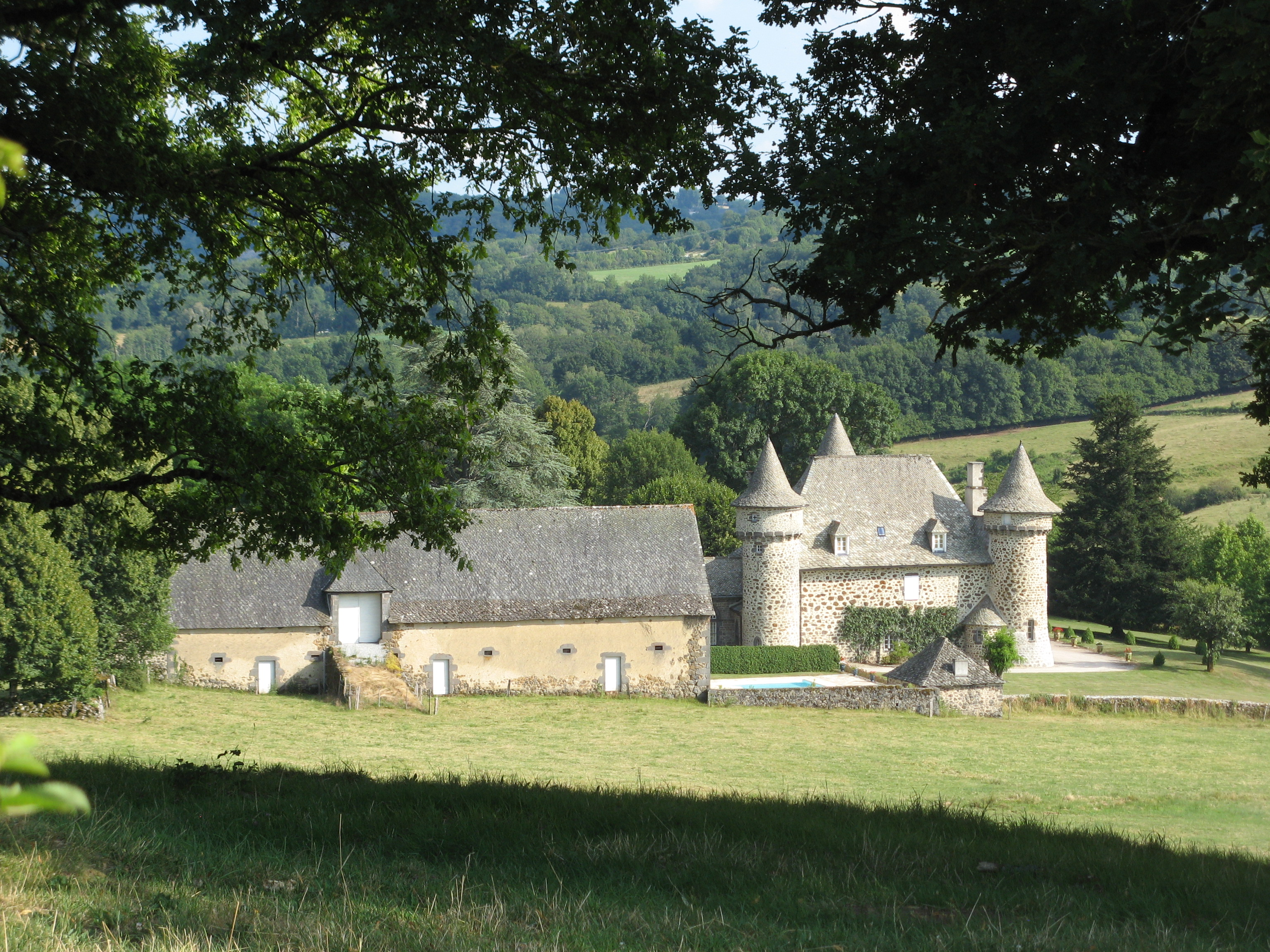
Château.

### Personnalités liées à la commune
- Bertrand de Sartiges, Templier, serait né au château vers 1260[23].